# باول جونسون (سياسي)
باول جونسون هو سياسي كندي، ولد في 3 يناير 1952 في تورونتو في كندا. حزبياً، نشط في الحرب الديمقراطي الجديد لأونتاريو. وقد انتخب عضو برلمان مقاطعة أونتاريو.